# Franz Junius der Jüngere

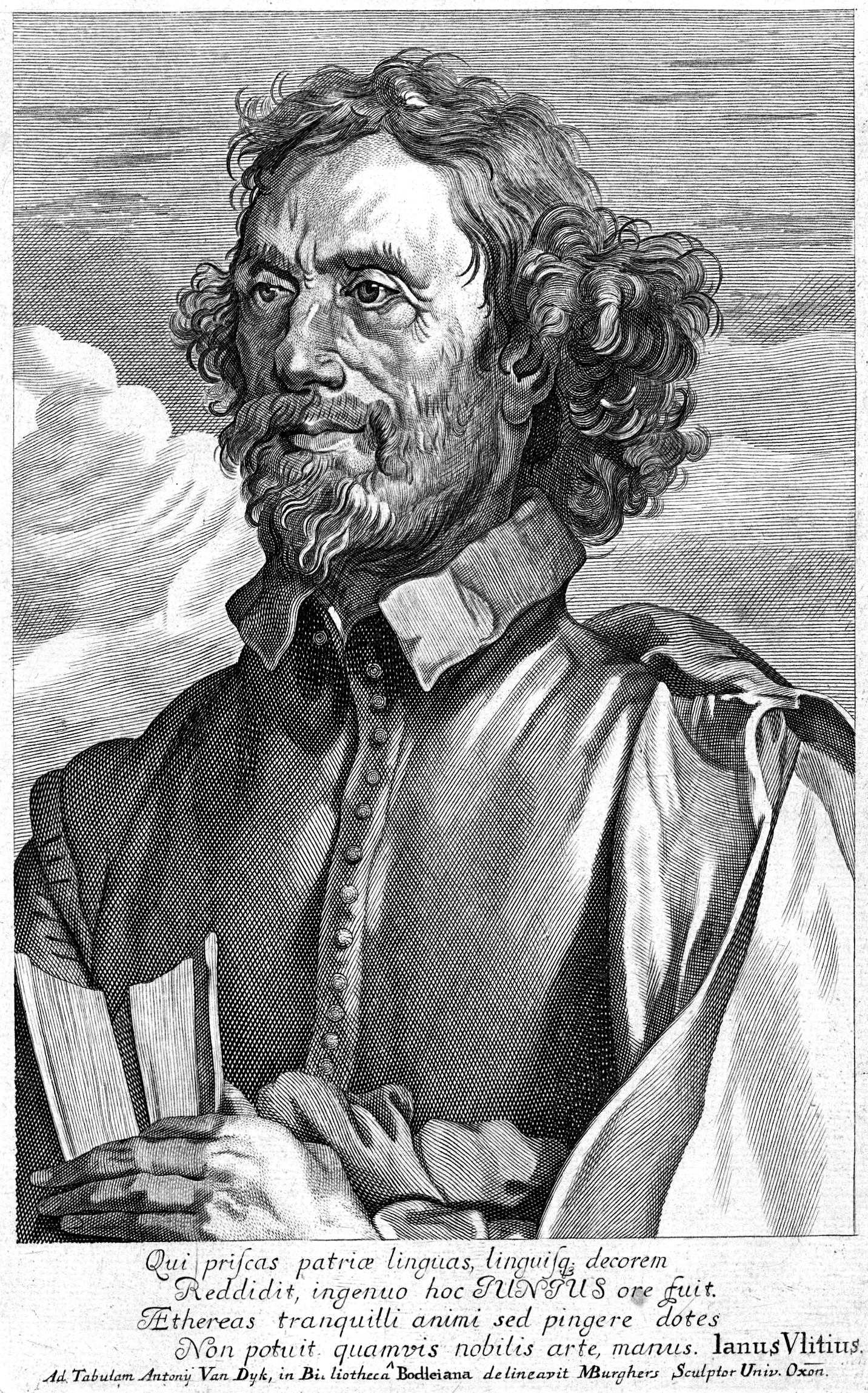
François Junius (Michael Burghers, 1698, nach Anthony van Dyck)

Franz Junius der Jüngere (* 29. Januar 1591 in Heidelberg; † 19. November 1677 in Windsor (Berkshire)), auch bekannt als François du Jon, war ein Pionier der germanischen Philologie.  Als ein Sammler antiker Handschriften publizierte er die Erstedition einiger wichtiger Texte. Außerdem schrieb er den ersten umfassenden Überblick über das antike Schrifttum zum Thema der bildenden Künste, der zu einem Meilenstein der europäischen Kunstgeschichte wurde.

## Leben
Franz Junius wurde in Heidelberg geboren. Er wuchs in Leiden, Niederlande, auf, da sein Vater, der ebenfalls Franz Junius hieß, 1592 an der Universität Leiden zum Professor für Hebräisch ernannt wurde. Im Jahr 1602 starben seine Eltern und Junius zog zu seinem zukünftigen Schwager, dem humanistischen Gelehrten Gerhard Johann Vossius in Dordrecht. Er studierte Theologie in Leiden und Middelburg.
Im Jahr 1617 wurde er Pfarrer in Hillegersberg, in der Nähe von Rotterdam. Er trat aber schon im darauffolgenden Jahr von diesem Amt zurück, nachdem er sich geweigert hatte, in einem theologischen Streit innerhalb der niederländisch-reformierten Kirche Partei zu ergreifen. Beim Streit ging es um die Frage des Glaubens aus freiem Willen nach Jacobus Arminius oder des Glaubens durch Vorbestimmung, wie von Junius’ Onkel Franciscus Gomarus vertreten. Nach seinem Rücktritt, entschloss sich Junius zu reisen: Er besuchte zuerst Frankreich und zog dann nach England, wo er 1620 von Thomas Howard, dem Earl of Arundel, als Tutor seines Sohnes und später als Bibliothekar eingestellt wurde. Für Arundel, einen eifrigen Sammler griechischer und römischer Kunstobjekte, schrieb Junius sein De pictura veterum, eine theologische Abhandlung der klassischen Kunst und ein Meilenstein der neoklassizistischen Bewegung. Zuerst 1637 auf Lateinisch veröffentlicht, folgten später von ihm selber übersetzte Fassungen auf Englisch (1638) und Niederländisch (1641).
Junius blieb mehr als zwanzig Jahre in England, flüchtete aber 1642 aufgrund der Revolte gegen  Karl I. zusammen mit dem Earl of Arundel und seiner Frau in die Niederlande. Nach seiner Rückkehr in die Niederlande fing Junius an, sich für die Geschichte der niederländischen Sprache zu interessieren, und bald wendete er seine Aufmerksamkeit auch den übrigen altgermanischen Sprachen zu. Als ein Resultat dieser Beschäftigung publizierte er einen Kommentar zur althochdeutschen Paraphrase des Hoheliedes, die Erstedition einer Sammlung altenglischer Gedichte und die Erstedition der gotischen Bibel (Wulfilabibel) mit einem ausführlichen Wörterbuch. Bei seinem Tod hinterließ er eine Anzahl unpublizierter lexikografischer Werke, von denen ein englisches etymologisches Wörterbuch posthum veröffentlicht wurde.
Junius war der Besitzer eines wichtigen Werkes der altenglischen christlichen Dichtung, des Codex MS Junius 11, auch bekannt unter den Namen Cædmon manuscript oder Junius codex. Junius war ein enger Bekannter von John Milton.
Die erste Erwähnung des Heliand in der Neuzeit erfolgte durch Junius, als er im Jahr 1587 ein Fragment fand.
Junius war die erste Person, die den Codex Argenteus (Haupthandschrift der Wulfilabibel) eingehend studierte. Der Codex wurde ihm von Isaac Vossius anvertraut, der ihn von Königin Christina als Teil einer Bezahlung von Schulden erhalten hatte.
Im Jahr 1675 kehrte Junius nach Oxford zurück und starb im November 1677 im Haus seines Neffen Isaac Vossius in Windsor (Berkshire); er wurde in der St George’s Chapel begraben. In seinem Leben hatte er eine große Sammlung antiker Manuskripte zusammengetragen, die er in seinem Testament der Bodleian Library an der Universität Oxford vermachte. Unter den vermachten Werken waren das sogenannte Cædmon manuscript, das auch nach ihm Junius manuscript genannt wird, sowie das einzigartige Ormulum.

## Werke
In seinem späteren Leben widmete sich Junius dem Studium der altgermanischen Sprachen. Seine Schriften vermochten das Interesse an einem Themengebiet zu wecken, das zu jener Zeit von Gelehrten wenig beachtet worden war.
Bedeutende Werke sind:
- 1637, De pictura veterum, übersetzt als On the Painting of the Ancients im Jahr 1638 und als De Schilder-konst der Oude begrepen in drie boecken im Jahr 1641. Nachdruck 1659.

Eine zweite Auflage von De pictura, erweitert und verbessert durch den Autor und ergänzt um einen Index, wurde posthum publiziert von J. G. Graevius im Jahr 1694, mit einer Darstellung des Lebens von Junius als Vorwort.
- 1655, Observationes in Willerami Abbatis Francicam paraphrasin Cantici Canticorum

„Beobachtungen zu Abt Willirams fränkischer Paraphrase des Hohelieds“ (siehe Williram von Ebersberg)
- 1655, Annotationes in harmoniam Latino-Francicam quatuor evangelistarum, latine a Tatiano confectam

„Bemerkungen zur lateinisch-fränkischen Evangelienharmonie, mit dem lateinischen Text Tatians“ (Althochdeutscher Tatian)
- 1655, Cædmonis monachi paraphrasis poetica Genesios ac praecipuarum sacrae paginae historiarum, abhinc annos M.LXX. Anglo-Saxonice conscripta, et nunc primum edita

„Die poetische Paraphrase der Genesis durch den Mönch Cædmon und andere heilige Seiten der Geschichte, verfasst auf Angelsächsisch vor 1070 Jahren, und nun erstmals ediert.“
Die Erstedition des bedeutenden poetischen Codex Bodleian Library MS Junius 11, auch bekannt als Cædmon manuscript.
- 1664, Gothicum Glossarium, quo Argentii Codicis Vocabula explicantur

„Ein Glossar der gotischen Wörter des Codex Argenteus“
- 1665, Quatuor Domini Nostri Iesu Christi Evangeliorum Versiones perantiquae duae, Gothica scilicet et Anglo-Saxonica

„Die vier Evangelien unseres Herrn Jesus Christus in zwei antiken Fassungen, nämlich der gotischen und der angelsächsischen“
Die gotische Fassung ist Wulfilas Übersetzung, sie wurde von Junius auf Grundlage des Codex Argenteus ediert. Die altenglische Fassung wurde von Thomas Marshall ediert. Das Werk enthält das Wörterbuch von Junius sowie Anmerkungen von Marshall.
- 1743, Etymologicum anglicanum

„Englische Etymologie“
Posthum publiziert in einer Fassung von Edward Lye, der dem Werk eine Darstellung des Lebens von Junius sowie George Hickes altenglische Grammatik beifügte.